# Dysdera mauritanica
Dysdera mauritanica là một loài nhện trong họ Dysderidae.
Loài này thuộc chi Dysdera. Dysdera mauritanica được Eugène Simon miêu tả năm 1909.